# Miguel Purroi
Miguel Purroi   (Aragó, segle XVII - segle XVIII) o Miguel Purroy  va ser un militar aragonès austriacista. Va rebre el càrrec de Governador de Xàtiva i l'encomana de defensar la ciutat front a les tropes borbòniques el maig del 1707, així com que també va comandar la defensa del llarg setge d'Ares del Maestrat el mateix any. Totes dues poblacions foren després cremades. El 1789, el tardà cronista borbònic Carles Castanyeda, l'anomena, sembla que erròniament, Francisco Purroy i no Miguel.